# Ka-31 (航空機)
Ка-31
- 用途：空中早期警戒
- 分類：ヘリコプター
- 製造者：カモフ
- 運用者

  -  インド（インド海軍）
  -  中国（中国海軍）
  -  ロシア（ロシア海軍、ロシア陸軍）
- 初飛行：1987年
- 生産数：28機[1]
- 運用開始：1995年
- 運用状況：現役
- ユニットコスト：2,300万USドル（1999年）

カモフ Ka-31（Ка-31）はソビエト連邦海軍のために開発された軍用ヘリコプターである。ロシアとインドで艦載早期警戒ヘリコプターとして使用されている。NATOコードネームはヘリックスD（Helix-D）。

## 開発
1982年、ソ連海軍は初の本格的な航空母艦である「アドミラル・クズネツォフ」（当時は「トビリシ」の名で知られた）に配備する早期警戒機として、アントノフAn-71の艦上機型を開発していた。しかし1983年には重量過多とレーダーの開発失敗により、An-71の艦上機型の開発は頓挫し、代わってヤコブレフYak-44が開発されることとなった。ソ連海軍は、Yak-44の配備までの空白を埋める手段を欲し、海上での別の有効なAEWプラットフォームの研究を開始した。
カモフ設計局（後にカモフとして民営化。現・ロシアン・ヘリコプターズ）は、1980年に海軍用中型ヘリコプターKa-31の開発を始めた。Ka-31のベースは、Ka-27の派生型で開発中だった輸送ヘリコプターKa-29で、ニジュニイ・ノヴゴロド電波技術研究所も同じ設計（必要な変更は加えたが）のAn-71用レーダーの設計を行っていた。Ka-29RLDと名づけられた試作機は、レーダー開発に時間がかかったため、初飛行が行われたのは1987年のことだった。

## 設計

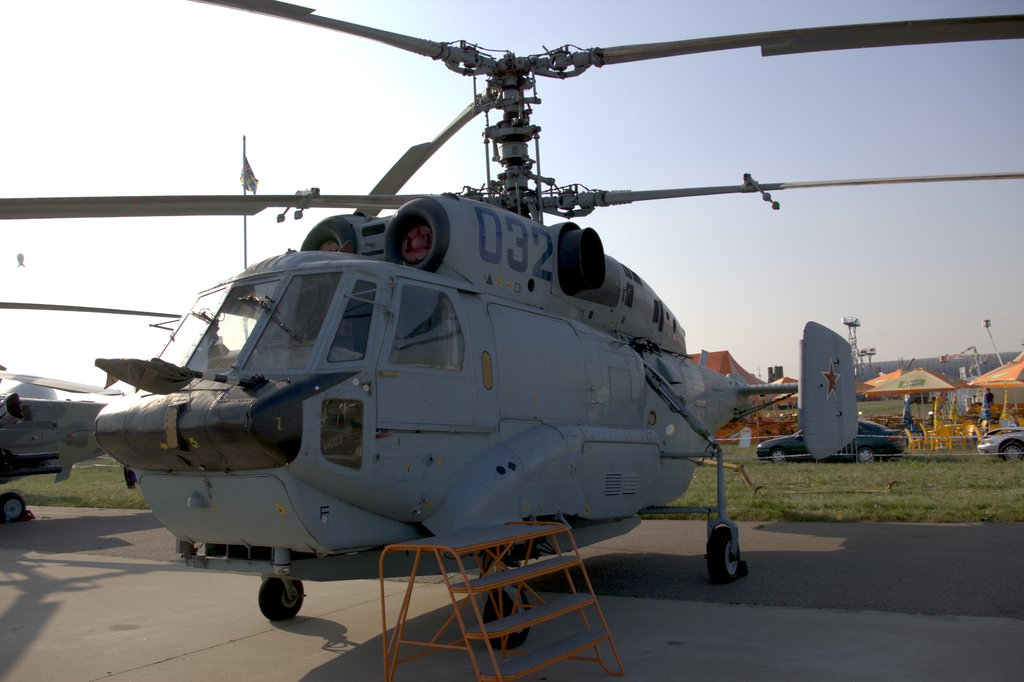
MAKS 2007でのカモフ Ka-31

Ka-60/62系列以外のすべてのカモフヘリコプターと同じく、Ka-31も同軸反転式メインローターを備えているが、Ka-31の量産型の設計は、原型のKa-29とは大きく異なるものとなった。
機体はKa-29を基本としているが、エンジンをKa-27のTV3-117BKからTV3-117VMARに強化した。また、レーダーとC4ISRに電力を供給するために、TA-8KaAPUの追加で装備した。
搭載するレーダーは、ニジニー・ノヴゴロド電波技術研究所設計のＥ801M ”OКO”（「目」の意）である。レーダーアンテナは使用時に展開し回転しているが、それ以外の時は折りたたまれて胴体下に収納される。大形レーダーの搭載と対潜戦（ASW）能力の除去に伴い、コックピットの下にあった大きな電子センサー装置の除去され、レーダーが回転する際に邪魔にならないように、降着装置は引込式になっている。
さらに、クロンシュタットKabris 12チャンネルGPSや、250マイル以上の有効範囲を持つ16のチャンネルディジタル通信装置を搭載した。これら電子機器を操作する多機能ディスプレイが2台追加されたことに伴い、コックピットは拡大した。
また配備された機体には、テイルコーンの中にサンクトペテルブルク/レニングラード電子研究所が設計したフライト・インフォメーション・レコーダーが装備されていた。その後Yak-44がキャンセルされたため、指揮管制に関するKa-29RLD/Ka-31の責任は一層重大なものとなった。Ka-31は公式にはレーダーピケット機に分類されているが、数々のアップグレードが行われた結果、AWACS級の機体にまで格上げされている。

## 運用
1987年に初飛行したKa-31だったが、1980年代の終わりから1990年代初めにかけては、ソ連崩壊などの政治的混乱と国防予算削減によって開発は難航した。結局1995年になって、非常に限られた数のKa-31がロシア海軍に納入され、アドミラル・クズネツォフとソヴレメンヌイ級駆逐艦に配備された。
インド海軍は1999年に4機、2001年に5機発注した。インド海軍向け機体の製造は2002年に始まり、4機からなる最初のバッチは2003年4月に、第2のバッチは2005年に納入された。インド海軍はKa-31を保有する空母で運用するほか、陸上の海軍航空基地からも運用している。しかしこの運用は、Ka-31の大きな欠陥、すなわち本機の運用にあたって求められる主たる要素である「行動範囲」の狭さを明らかにした。そのため、ヒンドスタン航空機はヘリコプターからヘリコプターへの燃料補給システムの試験を命じられ、おそらく改造を行ったものと思われる。またインド海軍では、Ka-31は12チャンネルレシーバーに対応し、ディファレンシャルGPSを参照するオプションを持ったAbris  GPSシステムを装備している。これはクロンシュタットが自ら設計したものである。
後のバッチに属する機体は、ディジタル地形マップ、地面近接警告、障害接近警告、事前プログラム経路自動ナビゲーション、フライト・スタビライゼーション、母艦（基地）への自動帰還・着地機能、それに機体の戦術的状況に関する情報を特徴としていた。
2008年、中国は人民解放軍海軍の空母に装備するため、9機のKa-31を発注した。その後、中国はKa-31を東部の海軍基地を拠点に運用していると報告されている。
2008年、ロシアはミストラル級強襲揚陸艦に装備するためKa-31Rを2機（オプションとしてさらに1機）を発注し、2012年に引き渡された。
2022年、インド海軍向けのKa-31 10機の追加輸出が頓挫したと報じられた。ウクライナ侵攻による経済制裁で、ロシアが5億2,000万ドルの契約履行が可能かという懸念と、支払いの問題が原因とされている。

## 派生型
Ka-31R
搭載するレーダーをBKS-252に換装した改良型。
Ka-35
Ka-31Rのロシア陸軍向けの陸上型で、地上目標の探知と追跡のために最適化されている。2004年に最初の試作機が飛行し、2006年には2機目が製造された。Ka-35は2015年に正式に就役を認められ、2016年にシリアで使用された。今のところこのバージョンの量産発注はされていない。

## 運用国
- ソビエト連邦 - ソ連海軍 （Ka-29RLD（試作型））
- インド - インド海軍 – Ka-31 14 機。
- ロシア - ロシア海軍  - 2 機の Ka-31R。
- 中国 - 中国海軍 - 9 機の Ka-31。
- ロシア - ロシア陸軍 – 2 機の Ka-35 試作機。

## 要目（Ka-31）
- 乗員: 2 （パイロット + NSO）
- 全長: 12.5 m
- 翼幅: 14.50 m ×2
- 全高: 5.6 m
- 最大離陸重量: 12,200 kg
- エンジン: イソトフ TV3-117VMAR ターボシャフトエンジン（1,633 Kw） ×2
- 最高速度: 250 km/h
- 巡航速度: 205 km/h
- 航続距離: 324 海里
- 上昇限度: 3,500 m